# Eophileurus cingalensis
Eophileurus cingalensis är en skalbaggsart som beskrevs av Gilbert John Arrow 1908. Eophileurus cingalensis ingår i släktet Eophileurus och familjen Dynastidae. Utöver nominatformen finns också underarten E. c. decatenatus.